# Ippolito Nievo
·

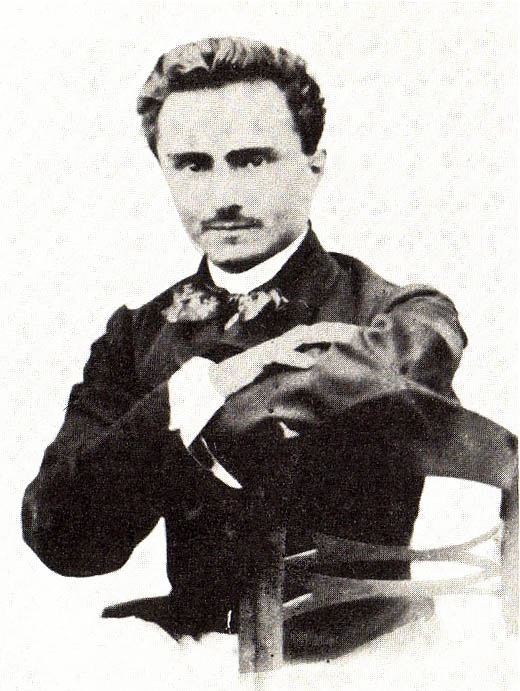
Portretfoto

Ippolito Nievo (Padua, 30 november 1831 – Tyrrheense Zee, 4 maart 1861) was een Italiaanse schrijver, journalist en patriot. Zijn Belijdenissen van een Italiaan wordt beschouwd als de belangrijkste roman over de Risorgimento.

## Leven
Nievo werd geboren als zoon van de Mantuaanse ambtenaar Antonio Marin en de edelvrouw Adele Marin. Zijn grootvader van moederskant, Carlo Marin, was een Venetiaanse patriciër die in de Grote Raad van de Republiek Venetië zetelde toen deze ten val kwam.
Vanaf 1841 bezocht Nievo het katholieke seminarie Sant'Anastasia in Verona. Daarna ging hij tot 1850 naar middelbare scholen in Cremona en Revere. Hij keerde een tweetal jaar terug naar Mantua en schreef zich dan in aan de rechtenfaculteit in Pavia. Na een overstap naar de Universiteit van Padua studeerde hij in 1855 af.
Als patriot wenste Nievo niet in dienst te treden van de Venetiaanse overheid, die onder Oostenrijkse heerschappij stond. Hij stelde zijn hoop op de vereniging van de Italiaanse vorstendommen. In 1855 vestigde hij zich in Colloredo di Montalbano, waar hij begon te schrijven aan wat meteen zijn meesterwerk zou worden, de historische roman Le confessioni d'un Italiano (De bekentenissen van een Italiaan). Daarnaast deed hij journalistiek werk, onder meer voor het weekblad Il Caffè. In 1856 stond Nievo terecht voor een Milanese rechtbank vanwege zijn verhaal L'Avvocatino, dat was verschenen in de krant Il Panorama universale. Na deze onderbreking schreef hij verder aan zijn roman, die hij in 1858 voltooide. Uit het werk sprak grote sympathie voor de Risorgimento-beweging, wat politiek zeer gevoelig lag. Daarom zou het boek pas in 1867 postuum worden gepubliceerd, en dan nog onder de aangepaste titel Le Confessioni di un ottuagenario (De bekentenissen van de tachtigjarige).
Nievo vocht ook als soldaat voor de Italiaanse nationale beweging. Vanaf 1859 behoorde hij tot het regiment van de Cacciatori delle Alpi (Alpenjagers) en streed hij aan de zijde van Giuseppe Garibaldi in de Tweede Italiaanse Onafhankelijkheidsoorlog. Hij was een van de vrijwilligers van de Expeditie der Duizend die op Sicilië landde. Kort nadat de Italiaanse eenmaking onder koning Victor Emanuel II was beslist, scheepte hij op 4 maart 1861 te Palermo in op het oude stoomschip Ercole naar Napels. Het schip bereikte nooit de haven, er wordt verondersteld dat het gezonken is en Nievo – nog geen dertig jaar oud – verdronken.

## In fictie
In De begraafplaats van Praag (2010) laat Umberto Eco het schip van Nievo opblazen door een spion.

## Publicaties (selectie)
- Le lettere a Matilde Ferrari, 1848–1851 (brieven)
- Afrodisiaco per l'amor platonico, 1851 (postuum verschenen in 1956)
- Versi, 1854 (gedichten)
- La nostra famiglia di campagna, 1855 (roman)
- Il Varmo, 1856 (roman)
- Angelo di bontà. Storia del secolo passato, 1856 (roman)
- Le confessioni d'un Italiano, 1857/58 (postuum verschenen in 1867)
- Le Lucciole. Canzoniere, 1858 (gedichten)
- Venezia e la libertà d'Italia, 1859 (essay)
- Gli amori garibaldini, 1860 (gedichten)
- La storia filosofica dei secoli futuri, 1860 (roman)
- Impressioni di Sicilia, 1992 (dagboek en brieven)

## In Nederlandse vertaling
- Belijdenissen van een Italiaan, vert. Jan van Geldrop, 2010. ISBN 9025367887

- Bibsys: 90347429
- Biblioteca Nacional de España: XX1048645
- Bibliothèque nationale de France: cb12305714s (data)
- Catàleg d'autoritats de noms i títols de Catalunya: 981058527324406706
- CiNii: DA04767027
- Gemeinsame Normdatei: 118786210
- International Standard Name Identifier: 0000 0001 2138 1103
- Library of Congress Control Number: n50004002
- Nationale Bibliotheek van Tsjechië: xx0004060
- Nationale bibliotheek van Australië: 35387533
- Nationale Bibliotheek van Israël: 987007266067105171
- Nationale en Universitaire bibliotheek Zagreb: 000024816
- Nederlandse Thesaurus van Auteursnamen: 070852146
- Réseau des bibliothèques de Suisse occidentale: 02-A003641279
- Istituto Centrale per il Catalogo Unico: CFIV000647
- LIBRIS: 245957
- Système universitaire de documentation: 031932827
- Trove: 934758
- Virtual International Authority File: 68995581
- WorldCat: E39PBJjRVchhkty4bRB6QqcpT3